# Ganzhou
Ganzhou (kinesisk skrift: 赣州; pinyin: Gànzhōu) er en kinesisk by på præfekturniveau i provinsen Jiangxi i det centrale Kina. Arealet er på 39.379,64 km² og befolkningen var i 2007 på ca. 8.770.000 indbyggere.

## Historie
Keiser Gaozu fra Han-dynastiet oprettede i 201 e.Kr. et amt i dette område. På denne tid var det minimalt med han-kinesere der, og de holdt for det meste til på floden Gan (flod)s sletteland. Denne sydlige biflod til Yangzifloden (via Poyangsøen) dannede den vigtigste kommunikationsforbindelse mellem det centrale Kina og de sydlige områder, og langs denne flod kunne man dyrke ris. 
Under Sui-dynastiet blev amtet opgraderet til præfektur, og det havde da navnet Qianzhou (虔州). Under Song-dynastiet tog tilflytningen af han-kinesere fra nord fart, og de lokale stammer blev drevet op i bjerglandet. Særlig efter at Det nordlige Song-dynastis hovedstad Kaifeng faldt, øgede den han-kinesiske tilflytning dramatisk. Navnet blev officielt ændret til Ganzhou under Det sydlige Song.
I slutningen af 1800-tallet blev Ganzhou, det vil si flodbyen ved det navn, åbnet som en af de mindre traktathavne for udenlandske selskaber. 
Mellem 1929 og 1934 var Ganzhou en del af Jiangxi-sovjetrepublikken, en af baserne for Det kinesiske kommunistparti. Her lå kommunisternes hovedstad Ruijin, som gentagne gange blev forsøgt omringet af Kuomintang.

## Administrative enheder
Ganzhou består af et bydistrikt, 15 amter og to byamter:
- Bydistriktet Zhanggong (章贡区), 479 km², ca. 500.000 indbyggere;
- Amtet Gan (赣县), 2.993 km², ca. 550.000 indbyggere;
- Amtet Xinfeng (信丰县), 2.878 km², ca. 660.000 indbyggere;
- Amtet Dayu (大余县), 1.368 km², ca. 280.000 indbyggere;
- Amtet Shangyou (上犹县), 1.544 km², ca. 280.000 indbyggere;
- Amtet Chongyi (崇义县), 2.197 km², ca. 200.000 indbyggere;
- Amtet Anyuan (安远县), 2.375 km², ca. 340.000 indbyggere;
- Amtet Longnan (龙南县), 1.641 km², ca. 300.000 indbyggere;
- Amtet Dingnan (定南县), 1.316 km², ca. 200.000 indbyggere;
- Amtet Quannan (全南县), 1.521 km², ca. 180.000 indbyggere;
- Amtet Ningdu (宁都县), 4.053 km², ca. 710.000 indbyggere;
- Amtet Yudu (于都县), 2.893 km², ca. 880.000 indbyggere;
- Amtet Xingguo (兴国县), 3.214 km², ca. 710.000 indbyggere;
- Amtet Huichang (会昌县), 2.722 km², ca. 430.000 indbyggere;
- Amtet Xunwu (寻乌县), 2.311 km², ca. 290.000 indbyggere;
- Amtet Shicheng (石城县), 1.582 km², ca. 300.000 indbyggere;
- Byamtet Ruijin (瑞金市), 2.448 km², ca. 590.000 indbyggere;
- Byamtet Nankang (南康市), 1.845 km², ca. 780.000 indbyggere.

## Trafik
Kinas rigsvej 105 løber gennem Ganzhou. Den begynder i Beijing, løber mod syd og ender ved kysten i Zhuhai i provinsen Guangdong. Den passerer større byer som Tianjin, Dezhou, Jining, Shangqiu, Jiujiang, Nanchang og Guangzhou.
Kinas rigsvej323 løber gennem området. Den begynder i Ruijin i Jiangxi og fører gennem Guangdong og Guangxi og ender i Lincang i Yunnan, på grænsen til Burma.